# Premier architecte du Roi
El cargo de Premier architecte du Roi (en francés original; lit. 'Primer arquitecto del Rey'), en el Antiguo Régimen en Francia, era el de asistente directo del director general de Edificios, Artes y Manufacturas de Francia (directeur général des Bâtiments, Arts et Manufactures de France) y, en consecuencia, era el número 2 de los Bâtiments du roi (Edificios del Rey), parte del departamento de la Casa del Rey.

## Atribuciones
El Primer arquitecto del Rey estaba, en principio, encargado de los trabajos de dirección de obra en nombre de los Bâtiments du roi . Así, Ange-Jacques Gabriel fue responsable del diseño de la plaza Luis XV a partir de las mejores ideas presentadas por sus colegas a un concurso.
Pero principalmente ejercía también responsabilidades administrativas, como maestro mayor de obras ordenadas por el organismo de los Edificios del rey: estaba a cargo de contratar la construcción con contratistas y artesanos, de supervisar la gestión de las tiendas (mármoles, plomos, etc.), de inspeccionar las obras, de proceder a la aceptación de las mismas, etc.

## Organización
El Primer arquitecto del Rey estaba asistido por intendentes y controladores generales, dibujantes, un inspector general, todos elegidos entre los arquitectos más distinguidos, en su mayoría miembros de la Academia real de arquitectura (Académie royale d'architecture). Era, de oficio, el director de esta misma Real Academia de Arquitectura. También contaba con oficiales contables y empleados. Tenía la supervisión de la Intendencia de las Aguas y Fuentes (Intendance des Eaux et Fontaines), cargo devuelto desde el siglo XVII a la familia de los Francine. 

## Lista cronológica de los Primeros arquitectos del Rey
| Reinado                                                | Inicio | Fin  | Primer arquitecto del rey                      |
| Luis XIII (14 de mayo de 1610 - 14 de mayo de 1643)    | ?      | 1614 | Louis Métezeau; Jacques II Androuet du Cerceau |
| Luis XIII (14 de mayo de 1610 - 14 de mayo de 1643)    | 1614   | 1626 | Salomon de Brosse                              |
| Luis XIII (14 de mayo de 1610 - 14 de mayo de 1643)    | 1639   | 1643 | Jacques Lemercier                              |
| Luis XIV (4 de mayo de 1643 - 1 de septiembre de 1715) | 1643   | 1653 | Jacques Lemercier                              |
| Luis XIV (4 de mayo de 1643 - 1 de septiembre de 1715) | 1653   | 1670 | Louis Le Vau                                   |
| Luis XIV (4 de mayo de 1643 - 1 de septiembre de 1715) | 1670   | 1681 | François d'Orbay                               |
| Luis XIV (4 de mayo de 1643 - 1 de septiembre de 1715) | 1681   | 1708 | Jules Hardouin-Mansart                         |
| Luis XIV (4 de mayo de 1643 - 1 de septiembre de 1715) | 1708   | 1715 | Robert de Cotte                                |
| Luis XV (1 de septiembre de 1715 – 10 de mayo de 1774) | 1715   | 1734 | Robert de Cotte                                |
| Luis XV (1 de septiembre de 1715 – 10 de mayo de 1774) | 1734   | 1742 | Jacques V Gabriel                              |
| Luis XV (1 de septiembre de 1715 – 10 de mayo de 1774) | 1742   | 1774 | Ange-Jacques Gabriel                           |
| Luis XVI (10 de mayo de 1774-10 de octubre de 1789)    | 1774   | 1775 | Ange-Jacques Gabriel                           |
| Luis XVI (10 de mayo de 1774-10 de octubre de 1789)    | 1775   | 1789 | Richard Mique                                  |